# Обрит
Обритите (аубрити, енстатит ахондрити) са рядка група метеорити от клас Ахондрити, които не могат да бъдат включени към никоя подходяща група. Заедно с ангритите те са отделени в групата Други еволюирали астероидни ахондрити. Повечето са брекчи, съдържащи магмени и стопени при удари класти. Съставени са предимно от магнезиевия силикатен минерал енстатит (MgSiO3) и оттук идва и тяхното алтернативно наименование – енсатит ахондрити. Те са силно редуцирани, почти мономинерални енстатитни, калциеви пироксенити. Групата носи името на малкия метеорит Обре (Aubres), паднал близо до град Ньон, Франция, на 14 септември 1836 г. До 29 август 2021 г. на Земята са намерени 69 обрита. Извън Антарктида са известни само около 10 обрита, открити най-вече благодарение на свидетели на падането им.

## Произход
При сравняване на спектрите на отразяване на астероидите се разкрива много голяма прилика между обритите и астероида 44 Ниса от Астероидния пояс, както и с някои други обекти от Е-тип. Той е най-големият и най-яркият астероид от Е-тип. Възможно родителско тяло на обритите е и Малкият околоземен астероид 3103 Егер, който е единственият известен от Е-тип между близкоземните астрономически обекти.
Според някои учени е вероятно един или повече големи удара да са разрушили основния астероид и да са изкопали материал от големи дълбочини. Според други родителското тяло е било разпрашено при сблъсък и след това отново гравитационно събрано.
Обритите имат най-високата възраст на излагане на космически лъчи от всички каменни метеорити. Изследванията на изотопните състави на елементите самарий и гадолиний предполагат, че това излагане се е случило по време на пребиваването им в космическото пространство, в интервала между напускането на родителското тяло и пристигането им на Земята.

## Текстура
Обритите са мантийни скали от силно редуцирано родителско тяло, подобно на това на енстатит хондритите, което е претърпяло топене при около 1400 °C и последвала диференциация. Кластите, често срещани при обритните брекчи, са или с магмен произход, или получени при топене вследствие на удар, а предшествениците им са предимно едрозърнести, вероятно плутонични ортопироксенити. В намерените досега образци не са идентифицирани богати на фелдшпат базалтови скали, характерни за много от метеоритите. Предполага се, че родителското тяло е изригнало със задвижвани от газ пирокластични материали при скорости, достатъчни за неговото напускане.
Обритите, които са съставени предимно от енстатитни зърна, съдържащи по-малко от 1% FeO, приличат на хауардити, тъй като всички те са фрагментарни или реголитни брекчи от магмени скали. Съставките на тези брекчи са с ясен магнитен произход и са образувани чрез топене и фракционна кристализация. Тези от тях, които съдържат газове са съставени от класти с размери от милиметър до сантиметър, разпръснати във фина матрица. Други обрити са по-едрозърнести, с кристални фрагменти от енстатит с размери до 10 см. При трети се наблюдава изобилие от включени хондритни ксенолити с размер на зърната до 4 см, което предполага вероятността родителското тяло да се е сблъскало с астероид с хондритен състав от група F.

## Състав
Обритите се състоят предимно от енстатит (75 – 95 % от обема), почти свободен от FeO, променливи количества албитен плагиоклаз, диопсид също почти без FeO и форстерит (оливин без FeO). Второстепенен компонент е камаситът, който съдържа 3,7 – 6,8 тегл.% никел и 0,1 – 2,4 тегл.% силиций. Допълнително може да бъде включено и никел-желязо с 0,1 – 2,4 тегл.%. Понякога се наблюдават и множество необичайни сулфиди, в които обикновено литофилните елементи (свързани с кислород) са превърнати в халкофилни (с афинитет към сярата), като титана в хайдеита и калция в олдхамита. Сулфидните минерали, образувани от халкофилните елементи в незначителни количества, включват още троилит, алабандит, нинингерит, добрелит, хейдит, джерфишерит, касуелсилверит и шрайберзит. Алабандитът съдържа изобилие от лантан и лутеций.
Обритите имат отличителна, бледо оцветена кора, светла вътрешност и лесно се разпадат. Освен големите бели кристали от енстатит, те съдържат различни количества оливин, троилит (железен сулфид) и някои необичайни допълнителни минерали, които не се срещат на Земята и говорят, че охлаждането е станало в подземната част на родителското тяло при силно редукционни условия (наличие на свободен кислород).
В силно редуцираните обрити присъства минералът олдхамит – калциево магнезиев сулфид, който в някои случаи може да съдържа и желязо. Олдхамитът, незначителна фаза в обритите, обикновено се среща като зърна в матрицата, но също и в богатите на сулфиди класти. Разбърканите и натрошени кристали, които съдържат, също предполагат, че родителското тяло е било подложено на едно или повече ударни въздействия. Приликите с минералогията и кислород-изотопния състав на енстатит хондритите водят до предположението, че обритите може да са се образували чрез частично топене на техен предшественик.
Най-добре изученият обрит Norton County, в който липсват газове, внедрени от слънчевия вятър, до голяма степен се състои от кристали на енстатит, получени от ортопироксенит, пироксенитови класти с магмена текстура, съставени от ортоенстатит, плюс пижонит. Освен това съдържа класти, съставени от диопсид, плагиоклаз и силициев диоксид. Има и оливинови зърна, заедно с фелдшпатни класти, които вероятно са получени от отделни литологии. Около 1,5% от обема му е съставен от никел-железни зърна с размери до сантиметър със свързани сулфиди и шрайберзит. Съставите от тенит предполагат, че повечето метални зърна са се охлаждали при 500 °C при приблизителна скорост от 2 °C/милион години, но някои са се охладили и по-бързо.